# Frontera entre Burkina Faso y Níger
La frontera terrestre entre Burkina Faso y Níger es un límite terrestre internacional continuo de 628 kilómetros, que separa el territorio de Burkina Faso y aquel de Níger, en África Occidental. Ciertas porciones de su trazado están en disputa, y el caso fue llevado ante la Corte Internacional de Justicia de La Haya por los presidentes de los dos países como consecuencia de una reunión que se realizó en Uagadugú en marzo de 2007.
Si bien el lindero fue definido por la administración colonial francesa, como un límite interno del África Occidental Francesa, este trazado, mucho tiempo discutido, fue modificado finalmente en 2015. Dieciocho comunas cambiaron de país: Burkina Faso ganó catorce pueblos, en tanto Níger obtuvo cuatro.

## Anexos